# ماریا ایزابل اوروتیا
ماریا ایزابل اوروتیا (انگلیسی: María Isabel Urrutia؛ زادهٔ ۲۵ مارس ۱۹۶۵) وزنه‌بردار و ورزشکار دو و میدانی سابق و سیاست‌مدار زن اهل کلمبیا است.
از افتخارات وی میتوان به کسب مدال طلا وزنه‌برداری وزن ۷۵- کیلوگرم در بازی‌های المپیک تابستانی ۲۰۰۰ اشاره کرد.